# افسانه دو خواهر
افسانه دو خواهر فیلمی به کارگردانی و نویسندگی کامبوزیا پرتوی محصول سال ۱۳۷۳ است.

## بازیگران
- لادن نیک فرجام
- جمشید جهان‌زاده
- ناصر شاگردی
- نیلوفر پایدار
- ضیاء شجاعی مهر
- حسن جوهرچی
- محرم بسیم
- طوطی تلیکانی
- احمد گلیج
- سعید دلیری
- کامبوزیا پرتوی
- فرهاد محبت
- اصغر بیچاره
- ملیحه نصیری
- محمدرضا صادقی
- شهرام عباس قربانی
- پروین میکده
- محمد دوستی